# Oebarsius
Oebarsius hoặc Aybars (mất sau năm 448) là một nhà quý tộc Hung, anh trai của Mundzuk và là chú của Bleda và Attila.
Ông được trọng vọng và ngồi cạnh Attila trong các bữa yến tiệc của hoàng tộc Hung. Oebarsius có lẽ chưa bao giờ là vua, và không có quyền thống trị của riêng mình. Ông vẫn còn sống vào năm 448. Tên của nhà quý tộc này có liên quan đến Oebasus, dạng chữ Latinh của một cái tên Iran. Cái tên này có thể giống như nhiều tên gọi khác được sử gia Priscus ghi lại, có khả năng đã được Hy Lạp hóa.